# Biplanata
Biplanata es un género de foraminífero bentónico de la subfamilia Nezzazatinae, de la familia Nezzazatidae, de la superfamilia Nezzazatoidea, del suborden Nezzazatina y del orden Lituolida. Su especie tipo es Biplanata peneropliformis. Su rango cronoestratigráfico abarca el Cenomaniense (Cretácico superior).

## Discusión
Clasificaciones previas incluían Biplanata en la superfamilia Haplophragmioidea, así como en el suborden Textulariina del orden Textulariida, o en el orden Lituolida sin diferenciar el suborden Nezzazatina.

## Clasificación
Biplanata incluye a la siguiente especie:
- Biplanata peneropliformis